# Mourita
La mourita és un mineral de la classe dels òxids. Rep el nom per la composició, que conté molibdè i urani.

## Característiques
La mourita és un hidròxid de fórmula química UMo₅O₁₂(OH)10. Es tracta d'una espècie aprovada per l'Associació Mineralògica Internacional, i publicada per primera vegada el 1962. Cristal·litza en el sistema monoclínic. La seva duresa a l'escala de Mohs és 3.
Segons la classificació de Nickel-Strunz, la mourita pertany a «04.FL: Hidròxids (sense V o U), amb H2O+-(OH); làmines d'octaedres que comparetixen angles» juntament amb els següents minerals: trebeurdenita, woodallita, iowaïta, jamborita, meixnerita, fougerita, hidrocalumita, kuzelita, aurorita, calcofanita, ernienickelita, jianshuiïta, woodruffita, asbolana, buserita, rancieïta, takanelita, birnessita, cianciul·liïta, jensenita, leisingita, akdalaïta, cafetita i deloryita.

## Formació i jaciments
Va ser descoberta al dipòsit de molibdè i urani de Kyzylsai, a la serralada Chu-Ili (Regió de Jambyl, Kazakhstan). També ha estat descrita a les prospeccions de Tordilla Hill, al comtat de Karnes (Texas, Estats Units). Aquests dos indrets són els únics de tot el planeta on ha estat descrita aquesta espècie mineral.